# دانبرووا شلاختسکا
دانبرووا شلاختسکا (به لهستانی:  Dąbrowa Szlachecka) یک روستا در لهستان است که در گمینا چرنگخوو (استان لهستان کوچک‌تر) واقع شده‌است. دانبرووا شلاختسکا ۶۲۱ نفر جمعیت دارد.